# Dick Matena

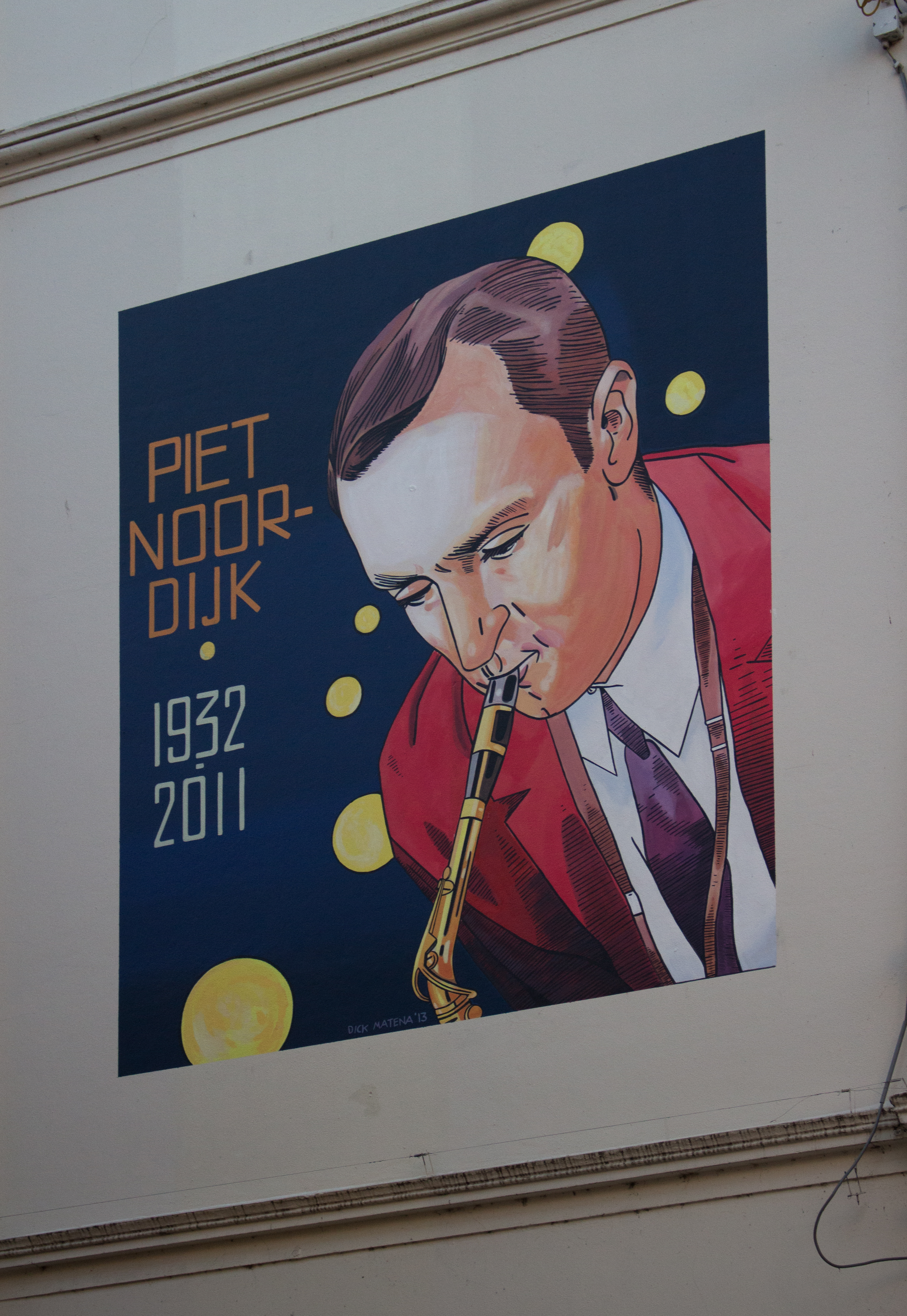
Muurschildering van Piet Noordijk naar ontwerp van Matena in de Jazzroute Rotterdam

Dick Matena (Den Haag, 24 april 1943) is een Nederlandse striptekenaar en scenarist van stripverhalen. Behalve onder zijn echte naam publiceerde hij onder de pseudoniemen A. den Dooier, John Kelly en Dick Richards.

## Biografie en werken
Matena begon in 1960 op 17-jarige leeftijd onbetaald bij de Toonder Studio's. In het begin werkte Matena vooral mee aan tekenprojecten van Tom Poes (1962-1963) en Panda (1961-1968). In 1964 ging hij freelance werken, in eerste instantie alleen voor de Toonder studio's. Hij tekende in het begin onder andere zijn eerste eigen strip Polletje Pluim. In 1968 verscheen de eerste strip van zijn eigen hand in het jeugdtijdschrift Pep.
Voor Pep tekende hij de strips De Argonautjes (1968-1973) en Ridder Roodhart (1969-1971), naar scenario's van Lo Hartog van Banda. Zelf schreef hij de scenario's voor de Macaroni's (1971-1975) en Blook (1972-1973). Later tekende en schreef hij de strip Grote Pyr (1971-1975) die werd opgevolgd door de strip Kleine Pier (1975-1976) in het blad Eppo. Voor Eppo maakte Matena ook drie verhalen van de strip Dandy (1979-1981), en een aantal korte verhalen onder pseudoniem A. den Dooier.
Gedurende de periode dat hij voor Eppo werkte schreef hij vier scenario's voor de strip Storm (1978-1980) en onder pseudoniem Dick Richards acht scenario's voor de strip De Partners (1976-1984), getekend door Carry Brugman.
In 1977 tekende Matena zijn eerste realistische strip, Virl, voor Mickey Maandblad. Met zijn realistische werk ontwikkelde hij een geheel eigen, soepele stijl. In hetzelfde jaar begon hij met het tekenen van korte verhalen voor een volwassen publiek. Al snel werden deze verhalen ook in het buitenland gepubliceerd, en naderhand zijn ze verzameld in albums als Amen en Mythen. Vanaf nu kenmerkte zijn werk zich door bizarre gebeurtenissen en het gebruik van zware symboliek.

### Buitenlandse periode
In de periode van 1982 tot 1984 woonde Matena in Spanje waar hij voor het Spaanse agentschap Selleciones Illustrades de strips Het Web en De Prediker tekende.
In het stripblad Titanic verschenen twee verhalen van Sterrenschip.
Na zijn verhuizing naar België maakte hij De laatste dagen van Edgar Allan Poe voor Casterman, en voor uitgeverij Lombard tekende hij Gauguin en Van Gogh en Mozart & Casanova.

### Spin-off Storm en verder
Van 1993 tot en met 1996 maakte Matena de sciencefictionstrip Alias Ego voor het striptijdschrift SjoSji. Op scenario's van Martin Lodewijk tekende Matena vanaf 1996 een drietal spin-off verhalen van Storm. In eerste instantie deed hij dit onder het pseudoniem John Kelly. Het laatste deel verscheen onder zijn eigen naam. Deze albums zijn onderdeel van de reeks Kronieken van de Tussentijd.
Op verzoek van de Toonder studio's blies hij in 1997 Tom Poes nieuw leven in. Hiervan zijn twee verhalen verschenen in de Donald Duck. Op 19 oktober 2012 verscheen de eenmalige Bommelglossy. Matena tekende voor deze glossy het omslag en diverse illustraties. Vanaf 8 maart 2013 verscheen een nieuw Tom Poes verhaal, "de Pas-Kaart", waarvan Matena zowel de schrijver als de tekenaar was.

### Klassieke romans uit de literatuur
Een ambitieus project van Matena is het in stripvorm gieten van klassiek geworden romans uit de (internationale) literatuurgeschiedenis.
Vanaf 2001 werkte Matena aan een bewerking van de roman De Avonden van Gerard Reve. Deze strip kreeg een voorpublicatie in Het Parool en werd vervolgens door de Bezige Bij in vier delen in albumvorm uitgebracht, later ook in één deel.

#### Tot dusver verschenen
- Pietje Bell, Chris van Abkoude, Big Balloon, 1992
- Dik Trom, C. Joh. Kieviet, Oberon, 1993
- Eric de Noorman. Mijmeringen bij een oeuvre, Tutti Frutti Productions/Het Raadsel, 1998
- Kruimeltje, Chris van Abkoude, Big Balloon, 1999
- De avonden (4 delen), Gerard Reve, De Bezige Bij, 2003-2004
- A Christmas Carol (Een kerstvertelling), Charles Dickens, 2004
- Kort Amerikaans (3 delen), Jan Wolkers, De Bezige Bij, 2006
- Mijmeringen bij een mythe. Hans G. Kresse's Eric de Noorman, (herziene versie), Atlas Contact, 2007
- Kaas, Willem Elsschot, Athenaeum, 2008
- Het dwaallicht, Willem Elsschot, Athenaeum, 2008
- De komiek, stripbewerking van de eerste cabaretvoorstelling van Freek de Jonge, 2009
- Kees de jongen. Een beeldroman. Theo Thijssen/Dick Matena, Athenaeum, 2012
- De jongen met het mes, Remco Campert, kerstgeschenk bij de HP/De Tijd, 2012
- Turks fruit, Jan Wolkers, Meulenhoff, 2016
- Kronkels, Simon Carmiggelt, de Arbeiderspers, 2018
- Saïdjah en Adinda (uit Max Havelaar), Multatuli, de Arbeiderspers, 2021

### Overige
- In memoriam Walt D., Titanic strips, 1986
- Parijs 25/44, Atlas, 2008
- De Teloorgang van Oude Knudde, Uitgeverij Personalia, 2019

### Proza
In 2023 verscheen van Dick Matena bij Uitgeverij L een bundeling autobiografische columns onder de titel Nu ben ik er nog.

## Prijzen
- Stripschapprijs voor zijn gehele oeuvre, 1986
- Bronzen Adhemar voor zijn gehele oeuvre, 2003

- Biblioteca Nacional de España: XX824121
- Bibliothèque nationale de France: cb120127978 (data)
- Digitale Bibliotheek voor de Nederlandse Letteren: mate002
- Gemeinsame Normdatei: 112477682
- International Standard Name Identifier: 0000 0001 2020 3698
- Library of Congress Control Number: n85387786
- Nationale Bibliotheek van Tsjechië: xx0263557
- Nationale Bibliotheek van Polen: a0000003505066
- Nederlandse Thesaurus van Auteursnamen: 069316406
- RKD-Nederlands Instituut voor Kunstgeschiedenis: 92721
- Système universitaire de documentation: 137704046
- Virtual International Authority File: 7401141
- WorldCat: E39PBJwhyFkfDqThWM7XJdFkDq